# Srpenica
Srpenica je naselje vaškega značaja v Občini Bovec. Večji del vasi je zgrajen na ledeniških in jezerskih nanosih, del pa leži na terasastih tvorbah. Na zahodni strani vas objema hrib Pokrivnik (ime je dobil zaradi zakrivanja sonca, kar pozimi pomeni veliko manj sončnih ur), medtem ko na vzhodu nad reko Sočo gospoduje Polovnik. Sever zaključuje Kanin. V naselju se prepletata alpski in mediteranski tip, kar je lepo vidno po arhitekturi. Srpenica je leta 1870 imela 158 hiš in več kot 600 prebivalcev, a slika se je močno spremenila po potresu leta 1976, ko so morali porušiti 74 domov, na ruševinah pa so zgradili nove, montažne hiše. Leta 2023 je v vasi 95 hiš in 158 prebivalcev.

## Ime
Ime kraja Srpenica naj bi izviralo iz latinščine, kjer stirpe pomeni 'jalovo govedo', a vir navaja, da je ta razlaga neutemeljena. Bolj verjetne so korenine v latinščini, kjer beseda stirps pomeni 'drevo, grm, korenina'. V italijanščini se ohranja v besedi sterpo, ki pomeni 'grmovje', prav tako pa iz nje izhaja tudi ladinska beseda šterp, ki pomeni 'dračje'. Leta 1864 je slovenski časopis omenil, da ime kraja morda izvira iz meandra v obliki srpa, ki ga okoli srpeniškega polja dela Soča.

## Zgodovina
Vas Srpenica se prvič omenja leta 1285 (kot Sterpenicz), a najdbe leta 2003 in 2008 potrjujejo, da so ljudje na tem območju živeli že od 6. do 4. stoletja pr. n. št. Tolminski muzej je namreč raziskal tri žarne grobove, približno 1 kilometer iz vasi. Gre za eno izmed važnejših najdišč svetolucijske skupine. Samo zanimanje za to območje se je prebudilo leta 2003, ko so bili odkriti ostanki bronaste situle in žarnega groba. Arheologi so kasneje na najdišču raziskali še dva železnodobna žarna grobova.

### Pošta
Na Srpenici je bila prva pošta ustanovljena leta 1869, leta 1883 pa je urad začel delovati tudi kot poštna hranilnica. Leta 1894 je država napeljala tudi telegraf. V času Jugoslavije je bila poštna številka 65224, od leta 1996 pa 5224. Leta 2009 je Pošta Slovenije urad v vasi zaprla in uvedla premično pošto.

### Osnovna šola
Osnovna šola je v vasi obstajala že pred sredino 19. stoletja, a ne v skladu z zakonom. Prvi stalni učitelj je postal skladatelj in organist Danilo Fajgelj leta 1888, ob uvedbi dvorazrednice pa so v poslopju sredi vasi uredili učilno.
Do leta 1923 je pouk potekal v slovenskem jeziku, dokler niso z Gentilejevo reformo določili, da se v vseh osnovnih šolah poučuje v italijanščini. Po letu 1930 so v srpeniški šoli poučevali izključno italijanske učiteljice, predvsem tiste iz Sicilije. Sredi petdesetih so osnovno šolo ukinili, otroci pa so začeli hoditi v šolo na sosednji Žagi. V času delovanja srpeniške šole je na njej poučevalo dvanajst v vasi rojenih učiteljev.

### Požar 1905
V noči s petka na soboto, 1. aprila 1905, je v Srpenici izbruhnil požar, ki je uničil 70 hiš in pet gospodarskih poslopij. Ogenj naj bi nastal v hiši s številko 36, kjer naj bi se vnelo pepelišče, kjer je lastnica pustila oglje. Srpeniškim gasilcem, ki so takrat uradno obstajali le šest let, so pomagali tudi gasilci iz Kobarida in Tolmina, gašenje pa je bilo oteženo zaradi močnega vetra. Vse hiše, ki so stale v smeri pihanja, so bile uničene v nekaj urah. Zgorela je tudi hiša, v kateri je imelo gasilsko društvo opremo in obleke. V dneh po požaru je vas prejela pet tisoč kron državne pomoči (slabih 40 tisoč evrov), cesar Franc Jožef pa je iz svoje privatne blagajne prispeval osem tisočakov (skoraj 64 tisoč evrov).

### Vodovod
Srpenica je prvi vodovod dobila leta 1912, ki so ga načrtovali od leta 1910, ko je občina Srpenica od države dobila 700 kron, leta 1911 pa je župan Logar razpisal dražbo. Leta 2011 je bil kanalizacijski sistem povsem obnovljen in povezan s čistilno napravo na Žagi.

### Prva svetovna vojna
10. avgusta 1914 ponoči je domač črnovojnik blizu vasi ustrelil in na mestu ubil grofico Lucy Christalnigg, ki je iz Celovca s spremstvom peljala dva avtomobila, ki ju je nameravala podariti Rdečemu križu. Ker je imela informacijo, da je prepoved gibanja v dolini reke Soče preklicana, se ni ustavila ob večkratnih pozivih orožnikov, ki te informacije še niso prejeli. Višji oficir in grofičin mož Oskar Christalnigg je orožnika nagradil s petimi srebrnimi kronami, ker je vestno izpolnjeval ukaze. Na mestu, kjer je bila grofica ubita, še danes stoji kamnit križ, na katerem piše Zur erinnerung an Luzy Graffin Christalnigg (V spomin grofici Lucy Christalnigg).
Srpenice vojna ni dosegla do 24. maja 1915, dva dni po vstopu Italije med države Antante in napovedi vojne Avstriji, ko so v vas vkorakali italijanski vojaki. Vas je bila idealna za zaledje, saj je zaradi lege avstrijska artilerija ni dosegla. Okupator si je tu postavil šotore za pehoto, vile za oficirje, trafiko, tri bolnišnice in mrtvašnico, cerkev sv. Florijana pa so spremenili v skladišče. Avgusta so Srpeničane izselili v italijansko vas Ažla, jeseni so jih premestili v Čedad, od tam pa po različnih krajih Severne Italije. Na svoje izropane in uničene domove so se Srpeničani začeli vračati spomladi šele leta 1919, svoja polja in njive pa so našli uničene, saj so italijanski vojaki šotore postavljali na najboljših travnikih.

Srpenico je v svojem dnevniku omenil tudi kasnejši italijanski diktator, Benito Mussolini, ki je zapisal, da je poleti 1915 dva meseca počival v vasi Serpenizza, preden se je nadaljevala ofenziva proti Bovcu:
V prvih mesecih vojne smo bersaljerji prečkali mejo, s pesmijo na ustnicah in fanfarami na čelu bataljonov. Po dvomesečnem počitku na Srpenici smo končno dobili ukaz za nadaljevanje prodiranja in kljub vrtincu sovražnikovega topniškega obstreljevanja smo hitro osvojili Bovško kotlino in se vkopali 400 metrov za mestom, ki so ga Avstrijci skoraj povsem uničili z granatami.

### Potres 1976
Leta 1976 je močan potres s serijo popotresnih sunkov prizadel deželo Furlanijo in severozahodni del Slovenije, z najmočnejšima sunkoma 6. maja ob 21:00 (magnituda 6,5) in 15. septembra ob 9:21 (magnituda 6,1). Globina žarišč je bila med 10 in 15 kilometrov, epicenter pa se je nahajal v Huminu. Srpenica je bila med vasmi, ki so utrpele največ škode. Po drugem popisu je bilo ugotovljeno, da je bilo potrebno porušiti 74 objektov, nastala škoda pa je bila vredna slabih 8 milijonov dinarjev, oziroma okrog 4 milijone evrov. Po majskem potresu je brez strehe nad glavo ostalo 198 prebivalcev, oziroma več kot 80 odstotkov krajevne skupnosti.

## Gasilsko društvo
Prostovoljno gasilsko društvo Srpenica je bilo ustanovljeno leta 1899, 30 let za Metliko, ki je svoje društvo ustanovila prva v Sloveniji. Društvo je ob ustanovitvi štelo 54 članov, za prevoz opreme pa so skrbeli domačini, ki so imeli konje. Zavetnik društva je sveti Florijan, tudi zavetnik vaške cerkve, društvo pa se ponaša z najstarejšim še ohranjenim praporom na Tolminskem. Med prvo svetovno vojno društvo ni delovalo.
Znova je oživelo leta 1919, ko so se domačini vrnili iz izgnanstva. Po letu 1922, ko so oblast prevzeli fašisti, je bilo prostovoljno gasilsko društvo Srpenica nosilec slovenstva, saj novi oblasti društva ni uspelo ukiniti, kot so to storili z Bralnim društvom Stol. Tudi med drugo svetovno vojno gasilstva v vasi ni bilo, saj so bili moški mobilizirani v italijansko vojsko ali pa so odšli v partizane. Srpeniški gasilci so se vrnili po koncu vojne in priključitvi k Jugoslaviji, svoje uniforme pa so si nadeli leta 1948.
Naslednje leto so v zapuščenem hlevu uredili prostor za opremo in orodje, ki je zelo hitro zrastel v gasilski dom. Tega je spomladi 2022 nadomestil nov gasilski dom z večnamensko dvorano, ki ga je PGD Srpenica postavilo v sodelovanju z Občino Bovec na mestu nekdanje hale podjetja TKK sredi vasi.

## Cerkev sv. Florijana
Župnijska cerkev, ki stoji sredi vasi, je posvečena sv. Florijanu, v sedanji podobi pa je bila zgrajena leta 1755; prvotna gotska cerkev pa je bila na istem mestu zgrajena nekje po letu 1474. Duhovnija se omenja leta 1755, leta 1894 so jo iz vikariata povzdignili v kuracijo, župnija pa je postala leta 1930.
Močno je bila poškodovana v potresu leta 1976, med katerim se je izgubil tudi kamen z letnico zidave. Obnovljena je bila štiri leta kasneje. Druga obnova je bila končana leta 2012 po potresu 2004, pri sanaciji pa so ob državi pomagali tudi domačini in gasilci. Obnovljena je bila tudi Plečnikova strešna kritina, ki je podobna tisti na cerkvi na Ljubljanskem barju ali na ljubljanski tržnici.

## Plečnikov spomenik NOB
V središču vasi stoji spomenik, posvečen vaščanom, ki so padli v drugi svetovni vojni. Zanj je načrt narisal Jože Plečnik, ki je pri tem sodeloval z Natašo Štupar Šumi. Kamniti spomenik, ki stoji na kamnitem kvadru, ima obliko stebra, navzgor pa se zaključuje v stožcu. Na njem so vklesana imena padlih, nad katerimi so izklesani štirje venci. Odkrili so ga leta 1951.

## TKK Srpenica
Tovarna kemičnih izdelkov TKK Srpenica, najpomembnejši delodajalec okoliškim prebivalcem, je bila ustanovljena konec leta 1947, a njene korenine segajo v drugo polovico 19. stoletja, ko so blizu Srpenice našli nahajališče krede. Podjetni domačini so kredo kopali, sušili in prodajali v Italijo vse do prve svetovne vojne, med obema vojnama pa se na območju današnje tovarne začeli rasti objekti za sušenje in transport.
Leta 1923 je italijanski podjetnik Giussepe Savornjan iz Krmina od Občine Bovec zakupil zemljišče in leta 1934 zgradil prvo barako za sušenje krede in do začetka druge svetovne vojne so na kraju blizu današnje tovarne zrasli številni tovarniški objekti. Po vojni in priključitvi cone A k Jugoslaviji je Krajevni ljudski odbor Srpenica ustanovil podjetje "Kreda", v katerem je sprva delalo šest delavcev in se v naslednjih desetletjih počasi širilo.
Leta 1971 se je podjetje iz "Kreda" preimenovalo v "TKK", štiri leta kasneje pa so se pridružili Heliosu Domžale. Dotlej so bili različni obrati razseljeni po vsej vasi, v sedemdesetih pa so večino dejavnosti preselili na eno lokacijo. Leta 1987 se je podjetje osamosvojilo, leta 1990 pa je postala delniška družba. V zadnjih 20 letih so svoji proizvodni liniji dodali ogromno novih izdelkov, podjetje pa se cel čas razvija. 17. junija 2013 je belgijska družba Soudal postala nova lastnica podjetja, ko je na dražbi kupila 92,49-odstotni delež. Leta 2018 je podjetje zgradilo nov logistični center.

## Pomembni vaščani
V nadaljevanju so našteti pomembnejši ljudje, ki so se rodili, umrli, ali pa zgolj delovali na Srpenici.
- Andrej Žnidarčič, duhovnik, publicist, in narodni buditelj. Žnidarčič, ki je bil rojen na Gradišču nad Prvačino, je bil na Srpenici tri leta kaplan. Iz vasi je za slovenske časopise pisal dopise, ustanovil pa je tudi manjšo šolo. Tu se je začel zanimati za problematiko Beneške Slovenije in Rezije, kasneje pa je izpostavljal idejo, da bi se morali regiji priključiti Goriški.
- Danilo Fajgelj (1840 - 1908), skladatelj, orglar, in učitelj. Fajgelj, ki se je rodil v Idriji in umrl v Gorici, je bil nadučitelj srpeniške šole od leta 1888 do 1898, ko se je upokojil. Njegov sin Franc Danijel je aprila 1895 umrl na Srpenici zaradi jetike.[22][23]
- Simon Hrovat (1866 - 1942), hotelir. Živel je v Trstu, na Dunaju, v Salzburgu, Kairu in Parizu, preden se je preselil v London. Tam je priimek spremenil v Harwath in postal lastnik hotelov Curzon, Stafford, in Fleming's. Po ženini smrti leta 1918 se je umaknil iz posla in se posvetil dobrodelnosti.[24]
- Alojz Filipič (1888 - 1963), duhovnik in naravoslovec. Alojz, ki je bil rojen v Ravnici nad Solkanom, je bil med letoma 1914 in 1919 na Srpenici kurat. Ko je Italija stopila v vojno, je bil skupaj z verniki interniran v Ligurijo. Leta 1921 je objavil več ljudskih pesmi iz Srpenice.[25]
- Andrej Melihen (1892 - 1918), vodja upora proti avstrijskim oblastem v Radgoni. Melihen je bil po ujetništvu na ruski fronti s svojim 97. pešpolkom nastanjen v Radgoni, kjer je bila hrana slaba, poveljstvo pa bivšim ruskim ujetnikom ni hotela odobriti daljšega dopusta. 23. maja 1918 je v lokalni gostilni agitiral za razbitje Avstro-Ogrske in vstajo. Po njegovi aretaciji je izbruhnilo razbijanje in ropanje, po poskusu zajetja skladišča streliva pa je prišlo do strelskega spopada. V upor je bilo vpleteno več kot tisoč vojakov, Melihna pa so 27. maja kot vodjo usmrtili.[26]
- Ivan Primožič (1898 - 1972), slikar in restavrator. Družina je v požaru 1905 izgubila domačijo, zato so se preselili v Gorico, prva svetovna vojna pa jih je pregnala v Dob pri Domžalah. Ivan je v dvajsetih zaradi težav s fašisti šel v Pariz, kjer je na Akademiji Julienne študiral slikarstvo. Nanj je močno vplival slikar Maurice Utrillo, s katerim je tudi prijateljeval. Preživljal se je kot restavrator, v Venezueli pa je restavriral zbirko predsednika Juana Vincenta Gomeza. Po drugi svetovni vojni je delal v Egiptu, v glavnem mestu pa je še danes ohranjena kopija Brezjanske Marije, ki jo je kapeli Šolskih sester podarila njegova žena.